# كيفن ر. مكمان
كيفن ر. مكمان (بالإنجليزية: Kevin R. McMahon)‏ هو ملحن أمريكي، ولد في 12 أكتوبر 1962.